# Садовое (Баштанский район)
Садовое (укр. Садове) — посёлок в Украине, в Баштанском районе Николаевской области Украины.
Население по переписи 2001 года составляло 872 человека. Почтовый индекс — 57359. Телефонный код — 5162.

## Местный совет
57357, Николаевская обл., Баштанский р-н, с. Гороховское, ул. Почтовая, 8